# Spoorlijn Yverdon-les-Bains - Sainte-Croix
De spoorlijn Yverdon-les-Bains – Sainte-Croix is een Zwitserse smalspoorlijn van de voormalige spoorwegonderneming Chemin de fer Yverdon-Ste-Croix (afgekort YSteC) gelegen in het kanton Vaud. Het traject loopt van Yverdon-les-Bains aan de zuidzijde van het meer van Neuchâtel naar Sainte-Croix. De spoorlijn maakt sinds januari 2001 deel uit van TRAVYS (Transports Vallée de Joux, Yverdon-les-Bains, Ste-Croix).

## Geschiedenis
De opening van de spoorlijn vond plaats op 17 november 1893. In het begin werd gebruikgemaakt van speciaal aangepaste stoomlocomotieven van het type Mallet. Met deze locomotieven was men in staat om zeer kleine boogstralen te rijden.
De religieuze financier William Barbey (1842-1914) stond niet toe dat er op zondag werd gereden. Sinds 1918, enkele jaren na zijn dood, rijden er dagelijks treinen.
In 1981 werd de eerste klas afgeschaft, maar in 2015 werd aangekondigd dat in december 2016 de eerste klas weer zal worden ingevoerd.,

## Traject
Het traject van de YSteC begint in station Yverdon-les-Bains, loopt tot de halte William Barbey YsteC, parallel aan de Jurafusslinie Lausanne – Neuchâtel van de SBB. Hier werd in 1994 een nieuwe depot en werkplaats gebouwd. Tot Valeyres-sous-Montagny loopt het traject volledig vlak. Daarna gaat het door het dal van de beken La Brine over Essert-sous-Champvent en Vuiteboeuf naar Baulmes , een belangrijk tussenstation.
De halte Six-Fontaines bevindt zich in een boog van 180°. Het spoor beklimt nu de steile zuidoost zijde van de Forel en steekt door een tunnel Hermitage berg over en gaat om de steile Brine heen. De halte Trois-Villes is gelegen aan de zuidoost zijde van de Mont de Baulmes. Hierna volgen nog vier korte tunnels. Op de noordzijde van de Mont de Baulmes volgt ten slotte het eindstation Sainte-Croix.

## Goederenvervoer
Eind jaren 1970 kwam met het rolbok vervoer het goederenvervoer met normaalspoor goederenwagens op gang. In de herfst vindt met deze rolbokken vervoer van suikerbieten plaats. Dit gebeurt door middel van grote vierassige goederenwagens waarbij elke as op een rolbok geplaatst wordt. Voor dit vervoer is een locomotief aanwezig.

## Elektrische tractie
De lijn van de Chemin de fer Yverdon – Sainte-Croix werd op 25 januari 1945 geëlektrificeerd met een spanning van 15.000 volt 16.7 Hz wisselstroom.

## Fusie
Op 1 januari 2002 fuseerde de YSteC met de Chemin de fer Pont-Brassus (PBr) en de Transports publics Yverdon-Grandson (TPYG) onder de naam Transport Vallée de Joux, Yverdon-les-Bains, Ste. Croix (TRAVYS).